# Paulo Rocha
Paulo Rocha (Oporto, 22 de diciembre de 1935 - Vila Nova de Gaia, 29 de diciembre de 2012) fue un director de cine portugués. Entre sus películas más conocidas son A Ilha dos Amores y O Rio do Ouro. A Ilha dos Amores se inscribió en el Festival de Cine de Cannes 1982 y O Rio do Ouro se proyectó en la sección Un Certain Regard en el Festival de 1998.

## Filmografía como Director
- Se Eu fosse ladrão, roubava (2015)
- Vanitas (2004)
- As Sereias (2001)
- A Raiz do Coração (2000)
- Camões - Tanta Guerra, Tanto Engano (1998)
- O Rio do Ouro (1998)
- Portugaru San - O Sr. Portugal em Tokushima (1993)
- O Desejado (1988)
- A Ilha dos Amores (1982)
- A Pousada das Chagas (1972)
- Sever do Vouga... Uma Experiência (1971)
- Mudar de Vida (1966)
- Os Verdes Anos (1963)